# Opérateur du patrimoine et des projets immobiliers de la culture

L’Opérateur du patrimoine et des projets immobiliers de la culture est un organisme français public chargé de mener des opérations, notamment immobilières, dans le domaine de la culture.

## Histoire
Créé en août 2010, l’Opérateur du patrimoine et des projets immobiliers de la culture succède à d'autres organismes ayant des missions similaires ou proches. 
Le plus ancien de ces organismes est l'établissement public du Grand Louvre créé le 2 novembre 1983 pour réaliser les opérations liées au projet du même nom. Est ensuite créée la mission interministérielle de coordination des grandes opérations d'architecture et d'urbanisme, en 1986pour plusieurs opérations de construction et d'urbanisme, surtout en région parisienne. Parmi les projets dont elle était chargée figurent des réalisations comme la Cité des sciences et de l'industrie ou encore la fin de l'aménagement de La Défense à travers le projet Tête de Défense. L'établissement public du Grand Louvre et cette mission interministérielle font place à l'Établissement public de maîtrise d'ouvrage des travaux culturels (EMOP) en 1998. 
Entretemps, le Service national des travaux (SNT) a été créé au sein du ministère de la Culture par le décret no 90-13 du 3 janvier 1990 sous forme d'un « service extérieur à compétence nationale », futur service à compétence nationale. Il était chargé d'opérations de restauration, surtout sur les monuments historiques. 
Finalement, le décret no 2010-818 du 14 juillet 2010 fusionne le SNT et l'établissement public de maîtrise d'ouvrage pour former l'Opérateur du patrimoine et des projets immobiliers de la culture. 
Le premier président de l'Opérateur du patrimoine et des projets immobiliers de la culture est Christophe Vallet. 

## Activités
L’Opérateur du patrimoine et des projets immobiliers de la culture a comme première mission les opérations immobilières. À ce titre, il est chargé notamment de conduire des études préalables aux projets immobiliers et de réaliser des constructions, transformations et rénovations de bâtiments à intérêt culturel, notamment des musées, des théâtres, des bibliothèques. Cette mission s'exerce d'abord pour les bâtiments du ministère de la Culture et des établissements publics nationaux sous tutelle de ce ministère, mais il peut le faire aussi, à titre accessoire, pour d'autres ministères. 
Cet établissement public peut aussi être chargé de gérer des biens immobiliers ou de contribuer à la gestion et à la maintenance de locaux, exclusivement pour des services de l'État ou des établissements publics nationaux. Pour mener à bien ces missions, l'établissement public dispose de larges pouvoirs de gestion et même dans certains cas de disposition. 
L’Opérateur du patrimoine et des projets immobiliers de la culture peut aussi intervenir, mais uniquement pour des études, la construction ou la rénovation de bâtiments culturels, pour le compte de collectivités locales ou de pays étrangers. Elle ne peut se voir confier la gestion de tels bâtiments. 
Enfin l'Opérateur du patrimoine peut être sollicité pour organiser des cérémonies publiques, en particulier le défilé du 14 juillet (montage des gradins notamment), jusqu'en 2018.

## Statut
L'Opérateur du patrimoine et des projets immobiliers de la culture reste régi par le décret no 98-387 du 19 mai 1998 tel que modifié par le décret de 2010. C'est un établissement public à caractère administratif placé sous tutelle du ministère de la Culture. 
Il est géré par un conseil d'administration de dix membres : un président, six représentants de l'État désignés à raison de leurs fonctions, trois personnalités qualifiées et deux représentants du personnel.